# نوكيا 6630
نوكيا 6630 هو أحد أجهزة نوكيا، شركة الهواتف والتقنية النقالة. من اوائل الاجهزة التي احتوت على تقنية البلوتوث اشتهر في دول الخليج بأسم (المدمر) يأتي هذا الجهاز مع شاشة نوعها 176 * 208 16-بت (65,536) لون. تم إصدار هذا الجهاز في 2004. أما بالنسبة لوضعية إنتاجه الحالية فلم يعد يتم إنتاجه. تقنيته/تردده هي UMTS/GSM. جيل الجهاز هو BB5.0. عامل الشكل (التصميم) للجهاز هو «قطعة حلوى». الجهاز يحتوي على كامير نوعها: 1.3 ميغابيكسل.

## نوكيا 6638
نوكيا 6638 هو إصدار فرعي. يأتي هذا الجهاز مع شاشة نوعها 176 * 208 16-بت (65,536) لون. تم إصدار هذا الجهاز في 2004. أما بالنسبة لوضعية إنتاجه الحالية فلم يعد يتم إنتاجه. تقنيته/تردده هي سي دي إم أيه 2000. جيل الجهاز هو BB5.0. عامل الشكل (التصميم) للجهاز هو "قطعة حلوى.